# 铁东街道 (盘锦市)
铁东街道，是中华人民共和国辽宁省盘锦市双台子区下辖的一个乡镇级行政单位。

## 行政区划
铁东街道下辖以下地区：
河闸社区、前锋社区、前进社区和高家村。